# Mrežnički Brig
Mrežnički Brig is een plaats in de gemeente Duga Resa in de Kroatische provincie Karlovac. De plaats telt 261 inwoners (2001).